# 卡尔海因茨·诺伊曼
卡尔海因茨·诺伊曼（德語：Carlheinz Neumann，1905年11月27日—1983年5月19日），德国男子赛艇运动员。他曾代表德国参加1932年夏季奥林匹克运动会赛艇比赛，获得男子四人单桨有舵手金牌。